# Rejon kingiseppski
Rejon kingiseppski (ros. Кингисе́ппский райо́н) – rejon obwodu leningradzkiego w Rosji. Jest położony w zachodniej części obwodu i graniczy z prowincją Virumaa Wschodnia Estonii. Stolicą rejonu jest Kingisiepp. Według spisu z 2010 roku rejon zamieszkiwało 78 183 osoby.